# Marmosa rapposa
Marmosa rapposa — вид південноамериканських ссавців з родини опосумових (Didelphidae). Країни проживання: Перу, Болівія, Парагвай, Аргентина, Бразилія.

## Характеристики
Ці тварини нагадують Marmosa constantiae, але на відміну від цього виду мають жовте, гірчичного або охристого кольору черево та білий кінчик хвоста (темний у M. constantiae). Шерсть біля основи хвоста коротка (довга у M. constantiae). Волосяний покрив M. rapposa довгий і кучерявий, з досить вертикальним волоссям. Спина сіро-коричневого кольору. Череп відносно великий та міцний.

## Статті з теми
- Thomas, O. 1899. On some small mammals from the District of Cuzco, Peru. Annals and Magazine of Natural History (7)3(13):40–44
- Voss, R. S., Gutiérrez, E. E., Solari, S., Rossi, R. V., & Jansa, S. A. (2014). Phylogenetic relationships of mouse opossums (Didelphidae, Marmosa) with a revised subgeneric classification and notes on sympatric diversity. American Museum Novitates, 2014(3817), 1–27
- Voss, R. S., Fleck, D. W., & Jansa, S. A. (2019). Mammalian diversity and Matses ethnomammalogy in Amazonian Peru Part 3: Marsupials (Didelphimorphia). Bulletin of the American Museum of Natural History, 2019(432), 1–90
- Voss, R. S., Giarla, T. C., Díaz-Nieto, J. F., & Jansa, S. A. (2020). A revision of the didelphid marsupial genus Marmosa. Part 2, Species of the rapposa group (subgenus Micoureus). Bulletin of the American Museum of Natural History, 439, 1–59
- Giarla, T. C. & Voss, R S. (2020). On the identity of Victoria's mouse opossum, Marmosa regina Thomas, 1898. American Museum Novitates, 3960, 1–16